# Републикански път III-7906
Републикански път IIІ-7906 е третокласен път, част от Републиканската пътна мрежа на България, преминаващ изцяло по територията на Ямболска област, Община Болярово. Дължината му е 13,5 km.
Пътят се отклонява надясно при 26,3 km на Републикански път II-79 източно от град Болярово и се насочва на югоизток през най-западните хълмисти разклонения на планината Странджа. Преминава последователно през селата Ружица, Вълчи извор и Горска поляна и на 2,6 km източно от последното завършва до портала на изградената газостанция на нефтопровода Бургас-Александруполис.
| Пътища, отклоняващи се надясно (населено място, № на пътя, посока на пътя) | km   | Пътища, отклоняващи се наляво (посока на пътя, № на пътя, населено място) |
| -------------------------------------------------------------------------- | ---- | ------------------------------------------------------------------------- |
| Община Болярово, II-79, 26,3 km →                                          | 0,0  | → 26,3 km, II-79, Община Болярово                                         |
| с. Ружица                                                                  | 3,2  | с. Ружица                                                                 |
| с. Вълчи извор                                                             | 7,4  | с. Вълчи извор                                                            |
| с. Горска поляна                                                           | 10,9 | → с. Горска поляна, общински път (за с. Момина църква)                    |
| газостанция                                                                | 13,5 | газостанция                                                               |